# Lillträsk (sjö i Finland, Nyland, lat 60,28, long 24,79)
Lillträsk (finska: Pikkujärvi) är en sjö i Vanda stad i Finland.   Den ligger i landskapet Nyland, i den södra delen av landet, 15 km nordväst om huvudstaden Helsingfors. Lillträsk ligger 44 meter över havet. I omgivningarna runt Lillträsk växer i huvudsak barrskog. Arean är 7,6 hektar och strandlinjen är 1,29 kilometer lång. Sjön  ingår i Finska vikens kustområde. 